# Medaille für Brandbekämpfung
Die Medaille für Brandbekämpfung  (rumänisch Medalia pentru paza contra incendiilor) war eine staatliche Auszeichnung der Volksrepublik Rumänien. Sie wurde am 7. Dezember 1955 durch das Dekret Nr. 530 des Staatsrates (Consiliul de stat) gestiftet. Die Statuten wurden im rumänischen Staatsanzeiger (Buletinul oficial) Nr. 32 veröffentlicht. Die einklassige Medaille wurde an militärische und zivile Feuerwehrangehörige sowie an Bürger verliehen, die sich um die Vorbeugung und Bekämpfung von Bränden verdient gemacht hatten.

## Aussehen und Tragweise
Die bronzene Medaille zeigt auf ihrem Avers das Bildnis eines Feuerwehrfahrzeuges vor einem Gebäude. Das untere Drittel der Medaille wird von zwei gebundenen Ästen dominiert, der linke ein Lorbeerzweig und der rechte einen Eichenzweig. Die beiden Äste werden an ihrem Kreuzungspunkt durch einen rot emaillierten fünfzackigen Stern verbunden. Das Revers der Medaille zeigt mittig ein Zahnrad sowie eine Fackel, hinter denen zwei diagonal gekreuzte Feuerwehrbeile zu sehen sind. Vor dem Zahnrad sind vier Ähren zu sehen, von denen sich jeweils zwei nach links und rechts beugen. Im Vordergrund ruht auf ein aufgeschlagenes Buch. Umschlossen wurde dieses Bild bis 1966 von der halbkreisförmigen Umschrift: PENTRU PAZA CONTRA INCENDIILOR (unten) und dem Kürzel R.P.R. (Republica Populară Română, deutsch Volksrepublik Rumänien). Nach Änderung der Staatsform 1966 lautete das Kürzel R.S.R. (Republica Socialistă Română, deutsch Sozialistische Republik Rumänien). Getragen wurde die Medaille an einer pentagonalen Spange. Das Ordensband ist violett und mit zwei jeweils 1 mm breiten schwarzen Mittelstreifen durchzogen. Den Saum bilden 3 mm breite schwarze Randstreifen.